# بنتازوسين
البِنتازوسين Pentazocine هو من المنبِّهات الأفيونيَّة الجزئيَّة opiate partial agonists، ينتمي إلى مَجموعَةٍ من الأَدوِيَة تُسمَّى المسكِّنات الأفيونية.
يباع بنتازوسين تحت عدة أسماء تجارية مثل: Fortral, Sosegon, Talwin NX

## الاستخدام

### طبياً
يستخدم بنتازوسين في المقام الأول لعلاج الألم، على الرغم من آثاره كمسكن تخضع لتأثير السقف. It has been discontinued by its corporate sponsor in أستراليا, although it may be available through the special access scheme.
- يُستَعمَلُ هذا الدَّواءُ في علاج القلق أو التوتُّر العصبِي.
- يُستَعمَلُ هذا الدَّواءُ في مُعالجَة اضطرابات النَّوم.

### ترفيهياً
في عام 1970م، تم اكتشاف متعاطو المخدرات الترفيهية التي تجمع بين بنتازوسين مع تريبيلينامين (من الجيل الأول من الإيثيلين ثنائي الأمين مضادات الهيستامين صرفها غالبا تحت أسماء تجارية بيلامين Pelamine و بيريبنزامين Pyribenzamine) أحدثت الإحساس بالنشوة.
نجد أقراص تريبيلينامين عادة زرقاء اللون واسم العلامة التجارية بنتازوسين يعرف تالوين (وبالتالي «تس»)، اكتسب مزيج بنتازوسين / تريبيلينامين في اللغة العامية اسم  تس والزرقاء .

## الأشكال الصيدلانية والجرعة
يُعطى الدَّواءُ كما يَلي:
- الأطفال حَقناً عضلياً أو تحت الجلد بمقدار 15 ملغ بعمر 5-8 سنوات، و30 ملغ بعمر 8-14 سنة.
- الأطفال بعمر أكثر من 12 سنة وللبالغين عن طَريق الفَم: بمقدار 50 ملغ كلَّ 3-4 ساعات، ويمكن زيادةُ الجرعة إلى 100 ملغ/الجرعة عندَ الحاجة (الجرعة القصوى هي 600 ملغ/اليوم).
- للبالغين حقناً عضلياً أو تحت الجلد بمقدار 30-60 ملغ كلَّ 3-4 ساعات (الجرعة القصوى هي 360 ملغ/اليوم)، وعن طَريق الوَريد بمقدار 30 ملغ كلَّ 3-4 ساعات.
- يجب استِعمالُ الجرعة المنسيَّة في أسرع وقتٍ ممكن.
- إذا حانَ الوقتُ للجرعة التالية، فلا يجوزُ استِعمال الجرعة المنسيَّة، بل تُتبَّع مَواعيدُ الجدول المنتظم المعتاد.
- يجب تَجنُّبُ استِعمال جرعةٍ مزدوجة أو جرعات زائدَة.
- لا يَجوزُ تَغييرُ الجرعة أو التوقُّفُ عن استِعمال الدَّواء إلاَّ بعدَ استشارة مُقَدِّم الرِّعاية الصحِّية.
- عندَ تناول هذا الدَّواء للنوم «كمنوِّم», يجب أن يجري تَناولُه بحسب الحاجة.

## آلية عمل الدواء
تُحاكي الأفيونيَّات بعضَ الموادِّ الكيميائيَّة المسكِّنة (الإندورفين) التي توجَد في الدِّماغ للحدِّ من الألم بشَكل طَبيعي، حيث ترتبط مع مستقبلات الأفيون في الدِّماغ، وتمنع انتقالَ إشارات الألم.

## موانع استعمال الدواء
- إذا كان لدى المَريض تَحسُّسٌ تجاه البِنتازوسين أو أيِّ مُكوِّن آخر من هذا الدَّواء.
- يجب إِطلاعُ مُقدِّم الرِّعاية الصحِّية إذا كان لدى المريض تَحَسُّسٌ لأيِّ دَواءٍ آخر.
- يجب الإبلاغُ عن التَّحسُّس الذي أصابَ المريضَ والكيفيَّة التي أثَّر بها فيه. ويتضمَّن ذلك الكشفَ عن وجود طفح أو بثور أو حكَّة جلديَّة أو ضيق في التنفُّس أو صَفير عندَ الشَّهيق أو سُعال أو تَورُّم الوجه أو الشَّفتين أو اللِّسان أو الحَلق، أو أيَّة أعراض أخرى مُصاحبَة لاستِعمال الدَّواء.
- إذا كان المَريضُ يُعانِي من إحدى الحالات الآتية: انسداد في المسالك الهوائية، أمراض الكبد, البورفيريا porphyria (خَلَل في التَّركيب الأساسي لمادَّة الهيم التي تدخل في تكوين الدَّم والعضلات), ضيق التنفُّس.
- إذا كانت المَريضةُ حامِلاً أو يُحتمَل أن تكونَ حاملاً.
- إذا كانت المَريضةُ تُرضِع رضاعةً طبيعيَّة من الثَّدي.

الطريقة المثلى لاستعمال الدواء يمكن تَناوُلُ هذا الدَّواء قبلَ وقت النوم بمدَّة 30-60 دقيقة عِندما يَتَناوله المريضُ للنَّوم، ولكن ليسَ لأكثر من أسبوعين في كلِّ وَصفَة.
يمكن تَناوُلُ هذا الدَّواء قبلَ وقت النوم بمدَّة 30-60 دقيقة عِندما يَتَناوله المريضُ للنَّوم، ولكن ليسَ لأكثر من أسبوعين في كلِّ وَصفَة.

## تداخل الدواء مع الأدوية الأخرى
- يجب تَجنُّبُ الأدوية الأخرى والمنتجات الطبيعيَّة التي تهدِّئ من أفعال الشخص وردود أفعاله، ويشتمل هذا على المسكنات ومهدِّئات الأعصاب ومثبِّطات المزاج ومضادات الهيستامين والأدوية الأخرى التي تؤثِّر في الألم.

## الاحتياطات التي يجب مراعاتها لدى استعمال الدواء
- يمكن أن يعتادَ المريضُ على تَعاطي هذا الدَّواء في حالة تناوله لفترةٍ طَويلة.
- إذا كان عمرُ المريض خمسةً وستِّين عاماً أو أكثر، يجب تناولُ هذا الدَّواء بحذر شَديد، لأنَّه يكون أكثر تعرُّضاً للآثار الجانبية للدَّواء.
- لابدَّ من اتِّباع القواعد والقوانين لقيادة السيَّارات في حالة النوبات الصَّرعيَّة.
- يجب مُراجَعَةُ الأَدوِيَة الأخرى مع مُقدِّم الرِّعاية الصحِّية، فهذا الدَّواء قد لا يمتزج جيِّداً مع غيره من الأَدوِيَة.

ربَّما لا يكون المريضُ في كامِل وَعيه، لذلك يجب تَجنُّبُ القِيادة ومختلف الأنشطة الأخرى حتَّى يَعرِفَ مَدى تأثير هذا الدَّواء فيه.
- يجب تَجنُّبُ المَشروبات الكحوليَّة والأدوية الأخرى والمُنتَجات الطبيعيَّة التي تُهدِّئ من ردود أفعال المريض، وهذا يشتملُ على المسكِّنات ومهدِّئات الأعصاب ومثبِّطات المزاج ومضادَّات الهيستامين والأدوية الأخرى التي تُؤثِّر في الألم.
- إذا كان المَريضُ يُعانِي من أمراض الرئة، ربَّما يكون أكثر تَحسُّساً لهذا الدَّواء.
- يجب استِعمالُ وسيلةٍ آمنَة لمنع الحمل تَثق بها المَريضَة، لكي تتجنَّب الحملَ في أثناء تَناوُل هذا العقار.

## التأثيرات الجانبية الشائعة للدواء

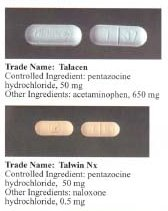

- الشُّعور بالدُّوار أو الدوخة، أو النُّعاس، أو تَشوُّش أو تغيُّم الرؤية، أو تغيُّر في طريقة التفكير. لذلك، يجب تجنُّبُ القيادة، وتجنُّب القيام بالمهام والأنشطة التي تحتاج إلى يقظة ورؤية واضحة حتَّى يظهر مدى تأثير هذا الدَّواء في المريض.
- الإِحساس بدوخَة عندَ القيامِ من وضعيَّة الجلوس أو الرُّقاد، لذلك يجب التحرُّكُ ببطء، والحذر عندَ صُعود الأَدراج.[2]

### تلف الأنسجة في مواقع الحقن
```
يمكن حدوث  نخر وتعفن الدم في موقع الحقن (التي تتطلب بتر الأطراف في وقت ما) مع الحقن المتعددة من بنتازوسين لاكتات. وبالإضافة إلى ذلك، أظهرت الدراسات على الحيوانات أن بنتازوسين هو يقل بشكل جيد تحت الجلد من العضل.
[
4
]
```

- التغيُّر الذي يَطرأ على الحالة الخاضعة للعلاج: هل حدث تَحسُّن؟ هل ساءت الحالةُ أم لم يَطرأ عليها أيُّ تَغيُّر؟
- المتابعة باستمرار، واستشارة مُقدِّم الرِّعاية الصحِّية.

## تخزين الدواء
- تُحفَظ الكبسولاتُ في درجة حرارة الغرفة.
- تُحفَظ الكبسولاتُ بَعيداً عن الرُّطوبة، ولا يَجري تخزينُها في الحَمَّام أو المطبخ.
- تُحفَظ التَّحميلة (اللبوس) في الثلاَّجة.

## إرشادات عامة
- إذا كان المريضُ يُعانِي من تَحسُّس يمثِّل خطراً على حياة المَريض، فيجب أن يرتدي سواراً أو يحمل بطاقةً تدلُّ على هذا التَّحسُّس طَوالَ الوقت.
- لا يَجوزُ للمَريض مُشارَكةُ الدَّواء مع الآخرين، ولا يجوز تناولُ دواء شخصٍ آخر.
- يجب إِبعادُ الدَّواء عن مُتَناول الأَطفال.
- يجب أن يحتفظَ المريضُ بقائمة أدويته (وصفة طبِّية للدَّواء، المُنتَجات الطبيعيَّة، المكمِّلات الغذائيَّة، الفيتامينات والأَدويَة التي تُصرَف من دون وصفة طبِّية)، وإعطاء هذه القائمة لمقدِّم الرِّعاية الصحِّية (الطَّبيب، الممرِّضة, الممرِّضة الممارسة، الصَّيدلانِي, مُساعِد الطَّبيب).
- يجب التَّحدُّثُ مع مُقدِّم الرِّعاية الصحِّية قبلَ البدء في تَناوُل أيِّ دَواء جَديد، بما في ذلك الأَدويَةُ التي تُصرَف من دون وصفةٍ طبِّية والمُنتَجات الطبيعيَّة أو الفيتامينات.

## وصلات خارجية
- Eurekalert report on PNAS article نسخة محفوظة 14 فبراير 2021 على موقع واي باك مشين.